# Frederic Francesc I de Mecklenburg-Schwerin
Frederic Francesc I de Mecklenburg-Schwerin (Schwerin, 10 de desembre de 1756 - Ludwigslust, 1837) fou duc de Mecklenburg-Schwerin des de l'any 1785, elevat a la categoria de gran duc pel Congrés de Viena l'any 1815, fins a la seva mort, l'any 1837.
Era fill del duc Lluís de Mecklenburg-Schwerin i de la duquessa Carlota Sofia de Saxònia-Coburg Saafeld. Frederic Francesc era net per via paterna del duc Cristià Lluís II de Mecklenburg-Schwerin i de la duquessa Carolina de Mecklenburg-Strelitz, i per via materna era net del duc Francesc Josies I de Saxònia-Coburg-Saafeld i de la princesa Anna Sofia de Schwarzburg-Rudolstadt.
Frederic Francesc substituí al seu oncle, el gran duc Frederic I de Mecklenburg-Schwerin al tro del gran ducat de Mecklenburg-Schwerin l'any 1785. El dia 1 de juny de 1775 es casà amb la duquessa Lluïsa de Saxònia-Gotha filla del príncep Joan August de Saxònia-Gotha-Altenburg (1704-1767) i de la comtessa Lluïsa de Reuss-Schleiz (1726-1773). La parella s'instal·là a Schwerin i tingueren sis fills:
- SA el duc Frederic Lluís de Mecklenburg-Schwerin, príncep hereu, nascut a Ludwigslust el 1778, morí el 1819 a Ludwigslust. Es casà amb la gran duquessa Helena de Rússia el 1799, posteriorment es casà en segones núpcies amb la duquessa Carolina de Saxònia-Weimar-Eisenach i finalment el 1818 amb la landgravina Augusta de Hessen-Homburg.
- SA la duquessa Lluïsa Carlota de Mecklenburg-Schwerin, nada a Schwerin el 1779 i morta a Gotha el 1801. Es casà amb el duc August de Saxònia-Gotha-Altenburg.
- SA el duc Gustau Guillem de Mecklenburg-Schwerin, nat el 1781 a Ludwigslust el 1781 i mort a Ludwigslust el 1851.
- SA el duc Carles de Mecklenburg-Schwerin, nat el 1782 a Ludwigslust i mort a la mateixa ciutat el 1833.
- SA la duquessa Carlota de Mecklenburg-Schwerin, nada Ludwigslust el 1784 i morta a Roma el 1840. Es casà amb el príncep hereu i després rei Cristià VIII de Dinamarca de qui es divorcià el 1810.
- SA el duc Adolf de Mecklenburg-Schwerin, nat a Ludwigslust el 1785 i mort a Schwerin el 1821.

L'any 1815 el Congrés de Viena elevà a la dignitat de grans ducs als sobirans del Ducat de Mecklenburg-Schwerin.